# Universidad de Graz
La Universidad de Graz (nombre oficial en alemán: Karl-Franzens-Universität Graz, en latín: Carolo-Franciscea) es la universidad más grande de Estiria, y, después de la Universidad de Viena, la segunda más antigua de Austria. Les debe su nombre al archiduque Carlos II de Estiria y al emperador Francisco I de Austria. En el semestre de invierno 2007/2008 contaba con 21 340 estudiantes; el porcentaje de extranjeros era del 9,4 %.

## Estructura
Según la Ley Universitaria austriaca del año 2002, esta universidad se subdivide en seis facultades:
- Facultad Teológica Católica
- Facultad de Derecho
- Facultad de Ciencias Económicas y Sociales
- Facultad de Humanidades
- Facultad de Ciencias Naturales
- Facultad de Ciencias de la Educación y del Ambiente

La Facultad de Medicina se convirtió durante el año 2003 en una universidad independiente, la Medizinische Universität Graz.
Conjuntamente con la Technische Universität Graz funciona el proyecto de cooperación NAWI Graz, por el cual funcionan conjuntamente varios programas de investigación y docencia en el marco de las ciencias naturales, química, biología molecular, ciencias de la tierra, matemáticas y física.

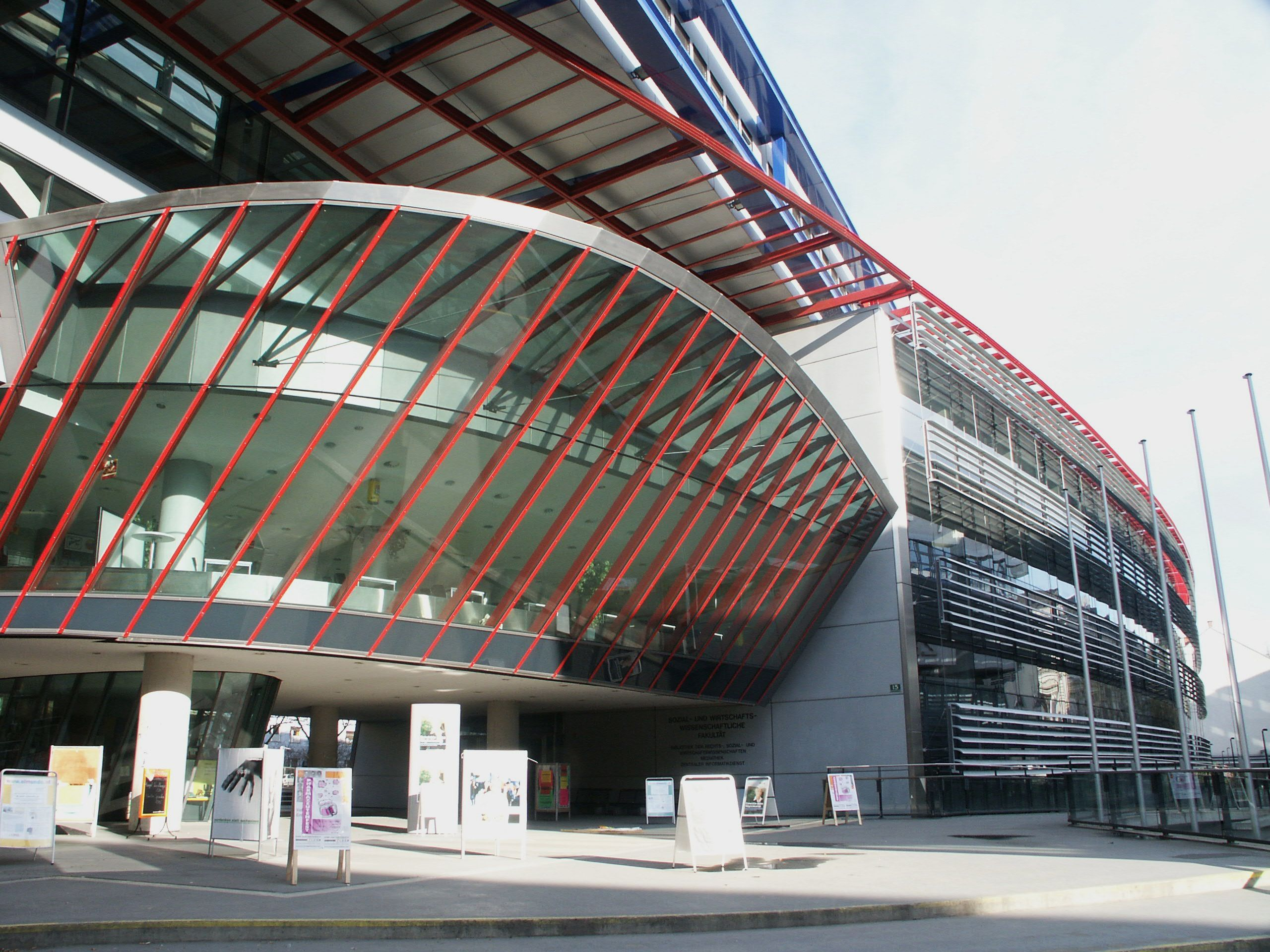
ReSoWi-Zentrum.

## Premios Nobel
- Walther Hermann Nernst, 1920 en química; estudiante en Graz en 1886.
- Fritz Pregl, 1923 en química; en Graz desde 1913 hasta su fallecimiento en 1930.
- Julius Wagner-Jauregg, 1927 en medicina; en Graz desde 1889 hasta 1893.
- Erwin Schrödinger, 1933 en física; en Graz de 1936 a 1938.
- Otto Loewi, 1936 en medicina; en Graz de 1909 a 1938.
- Victor Franz Hess, 1936 en física; estudiante en Graz desde 1893 hasta 1906m posteriormente en 1919-1931 y 1937-1938.
- Gerty Cori, 1947 en medicina; trabajó antes de 1922 en Graz.
- Ivo Andrić, 1961 en literatura; graduado en Graz en 1924 con una disertación sobre "La vida intelectual en Bosnia y Hercegovina durante la era otomana".
- Karl von Frisch, 1973 en medicina; en Graz de 1946 a 1950.
- Peter Handke, 2019 en literatura; en Graz de 1961 a 1965.

## Otros académicos famosos
- Alexius Meinong, filósofo autor de la Teoría de los Objetos.
- Alfred Wegener, geólogo y meteorólogo, desarrolló la teoría de la deriva continental.
- Anselm Franz, creador del motor jet Jumo 004.
- Ernst Mach, físico.
- Hans Gross, criminólogo.
- Hugo Schuchardt, romanista.
- Joseph Schumpeter, economista.
- Ludwig Boltzmann, físico.
- Nikola Tesla, ingeniero e inventor.
- Paul Guldin, matemático.